# Gießenberg
Gießenberg ist eine Ortschaft und Rotte in der Weststeiermark sowie eine Katastralgemeinde der Marktgemeinde Mooskirchen im Bezirk Voitsberg, Steiermark. Der Ort war von 1850 bis Ende 1967 eine eigenständige Gemeinde.

## Ortsname und Geografie
Der Namensteil Gießen- leitet sich möglicherweise von einem slawischen Personennamen wie etwa *Dragigostĭ ab. Auch eine Herleitung von giess wie in Wassergieß ist möglich.
Gießenberg liegt im südlichen und östlichen Teil der Marktgemeinde Mooskirchen, südöstlich des Hauptortes Mooskirchen, am südwestlichen Ufer der Kainach, auf beiden Seiten der Landesstraße L340 zwischen Mooskirchen und Lannach.
Im Westen und Nordwesten grenzt Gießenberg an die Katastralgemeinde Fluttendorf mit der Rotte Kniezenberg sowie der Katastralgemeinde Neudorf bei Mooskirchen mit der Rotte Ungerbach. Im Norden schließt die Gemeinde Lieboch mit der gleichnamigen Katastralgemeinde an, wobei hier die Kainach den Grenzverlauf markiert. Im Nordosten, Osten verläuft die Gemeindegrenze zu Lannach und der Katastralgemeinde Breitenbach mit den Ortsteilen Hötschdorf, Breitenbach in der Weststeiermark. Im Südosten schließt die Grenze zur Katastralgemeinde Blumegg mit der Rotte Oberblumegg sowie eine kurze Grenze zur Katastralgemeinde Teipl an. Die Gemeinde Sankt Stefan ob Stainz mit der Katastralgemeinde Pirkhof und der Rotte Obere Griggling liegt im Süden und Südosten. Durch Gießenberg führt die Landesstraße L340 zwischen Mooskirchen und Lannach.
Zu Gießenberg gehört noch die Rotte Weinberg sowie die Einzellage Grabenjosl.

## Geschichte
Gießenberg entstand vermutlich im 10. oder 11. Jahrhundert teilweise als ein zweizeiliges Straßendorf mit Streifengewannfluren sowie Weingartrieden mit Einödfluren. Die erste urkundliche Erwähnung erfolgte 1268/69 als Gussenperge. Weitere Erwähnungen erfolgten 1483/84 als Güssenperg, 1542 als Gissnperg, 1782 als Gussenberg sowie schließlich 1822 als Gießenberg. Wie 1268/69 erwähnt hatte der Landesfürst in Gießenberg Güter und im Jahr 1390 waren zwei Untertanen im Ort zinspflichtig. In den Jahren 1348 bis 1350 wurde Gießenberg von der Pest heimgesucht. Von den fünf Halbhuben in der Ortschaft lagen nach 1450 drei öde. Zu den Grundherren im 14. und 15. Jahrhundert in Gießenberg zählen die Adelsgeschlechter der Lubgaster, der Saurer und der Rindscheit sowie das der Mürzer, deren Grundbesitz 1572 an die Herrschaft Wildbach kam. In der Zeit um 1750 waren die Untertanen in Gießenberg auf acht verschiedene Grundherrschaften aufgeteilt, deren Anzahl später noch weiter anstieg.
Die Einwohner von Gießenberg gehörten bis 1848 zu verschiedenen Grundherrschaften, so etwa zu den Herrschaften Altenberg, Greißenegg, Kleinkainach, Mühlau bei Lieboch, Plankenwarth, Rohr, Rohrbach und Schütting sowie den Amt Neudorf der Herrschaft Großsöding, Mooskirchen, Gilgenbichl und Fladersbach der Herrschaft Winterhof. Weitere Untertanen gehörten zum Amt Hötschdorf der Herrschaft Rohrbach, den Ämtern Griggling und Hötschdorf der Herrschaft Lannach, dem Hofamt der Herrschaft Ligist sowie dem Amt Söding der Herrschaft Winterhof. Die Herrschaft Altenburg hatte ein eigenes Amt mit 17 Untertanen. Auch der Bischofshof in Graz hatte zwischen 1591 und 1685 Untertanen in Gießenberg. Die Herrschaft Stainz unterhielt zwei Zinsweingärten in Gießenberg. Die Pfarrgült ging nach Mooskirchen und die Kirchengült wurde von St. Veit eingehoben. Die Bergrechte wurden von der Herrschaft Ligist eingehoben. Der Getreidezehent war zwischen etwa 1570 und 1620 an die Herrschaft Lankowitz zu entrichten und das Marchfutter wurde an das Marchfutteramt in Graz geliefert. Gießenberg gehörte ab 1806 zum Werbbezirk der Herrschaft Lannach, davor gehörte es zum Werbbezirk der Herrschaft Großsöding.
Vom 12. Juni bis zum 6. Juli des Jahres 1767 forderte eine nicht näher beschriebene Krankheit zahlreiche Todesopfer in Gießenberg. Ab 1806 wurden die an der Landesstraße gelegenen Hutweiden an die einzelnen Besitzer verteilt. Um 1840 gab es nach den Hausnamen nach eine Mühle, zwei Schuster, einen Schmied, einen Weber sowie einen Zimmermann im Ort. Im Jahr 1850 wurde mit der Konstituierung der freien Gemeinden die eigenständige Gemeinde Gießenberg gegründet. Im Jahr 1929 wurde Gießenberg durch die Elektrizitätsgesellschaft St. Stefan und Umgebung elektrifiziert, indem das Versorgungsnetz Breitenbach erweitert wurde. Ab 1930 gab es eine eigene Tankstelle im Ort. Am 1. Januar 1968 kam es zur Zusammenlegung der Gemeinde Gießenberg mit der Marktgemeinde Mooskirchen.

## Wirtschaft und Infrastruktur
Gießenberg ist landwirtschaftlich geprägt, wobei vor allem der Ackerbau eine wichtige Rolle spielt.
Die Kinder des Ortes besuchen die Schulen in Mooskirchen. Zur Versorgung der Ortschaft mit Wasser wurde im Jahr 1960 die Wassergenossenschaft Stierhämmer, benannt nach der gleichzeitig entstandenen Stierhämmerquelle, gegründet.

## Sehenswürdigkeiten und Bauwerke

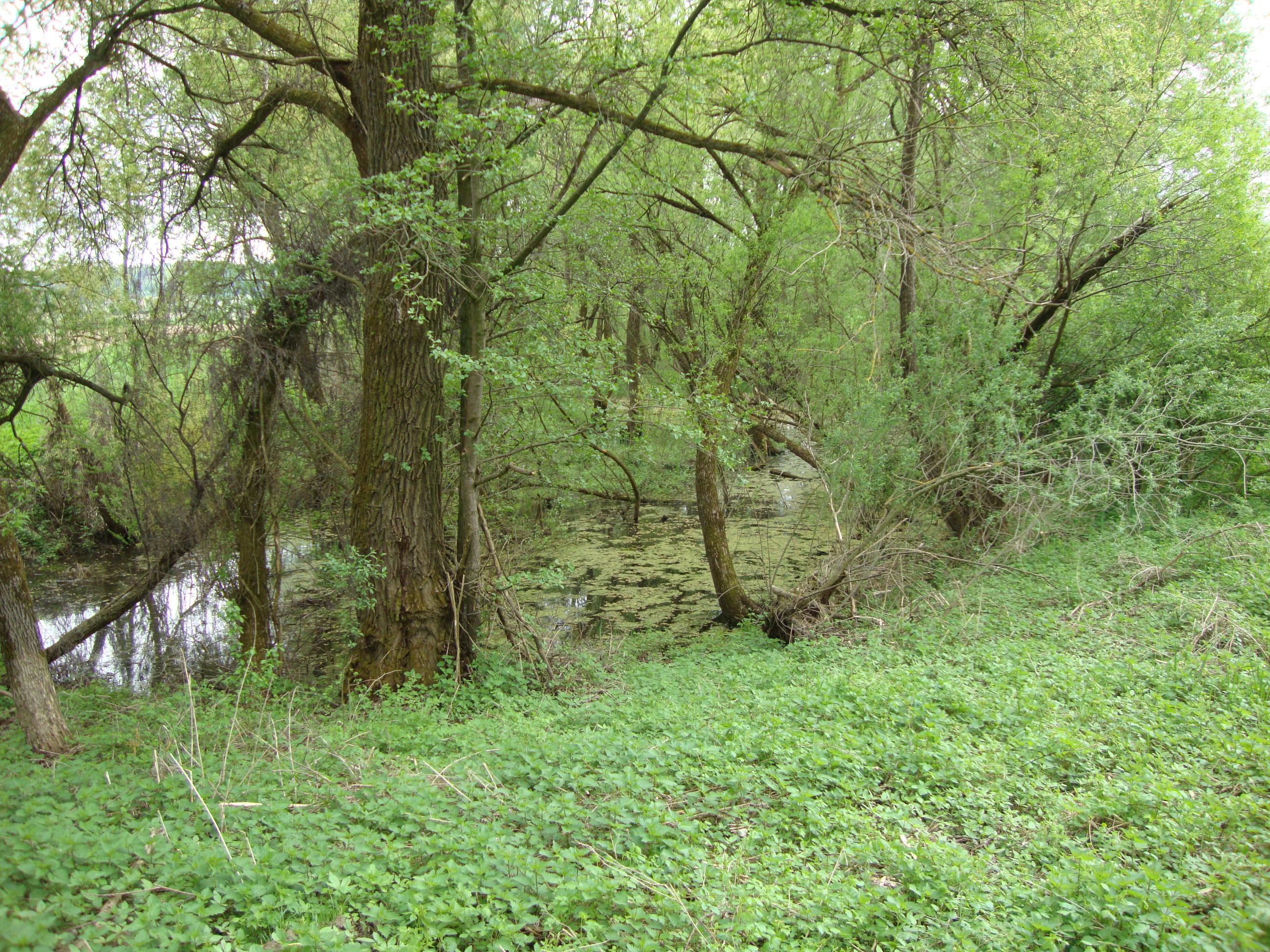
Der geschützte Kainachaltarm in Gießenberg

Zu den bedeutendsten Bauwerken in Gießenberg zählt die in den Jahren 1878/79 im gotisch-romanischen Mischstil unter der Leitung von Jakob Hochstrasser auf seinen eigenen Grund errichtete Ortskapelle Gießenberg. Sie wurde nach der Fertigstellung der Gemeinde Gießenberg übergeben und ist der Maria Himmelskönigin geweiht. Am 11. Juli 1883 erhielt die Kapelle eine auf fünf Jahre befristete Messlizenz für vier frei zu wählende Werktage im Jahr, welche 1911 verlängert wurde. Der Turm der Kapelle beherbergt zwei Glocken, von denen die ältere von Albert Samassa in Graz gegossen und 1879 eingeweiht wurde. Seit dem August 2000 trägt der Turm zudem eine Turmuhr sowie ein elektrisches Läutwerk. Die Inneneinrichtung wurde von drei Bauern beigesteuert und 1880 wurde der Kreuzweg der Kapelle geweiht. Der aus Ziegelsteinen gemauerte Altar wurde 1995 vollständig erneuert. Die Kapelle wurde in den Jahren 1931 und 1979 renoviert, der Turm wurde 1985 generalsaniert und der Vorplatz wurde 1990 neu gestaltet.
Weiters findet man in Gießenberg ein nicht genau datiertes Pestkreuz.
Im nordwestlichen Teil der Katastralgemeinde befindet sich mit dem Mooskirchner Kainachaltarm ein geschützter Landschaftsteil (Listeneintrag).